# 志願消防隊

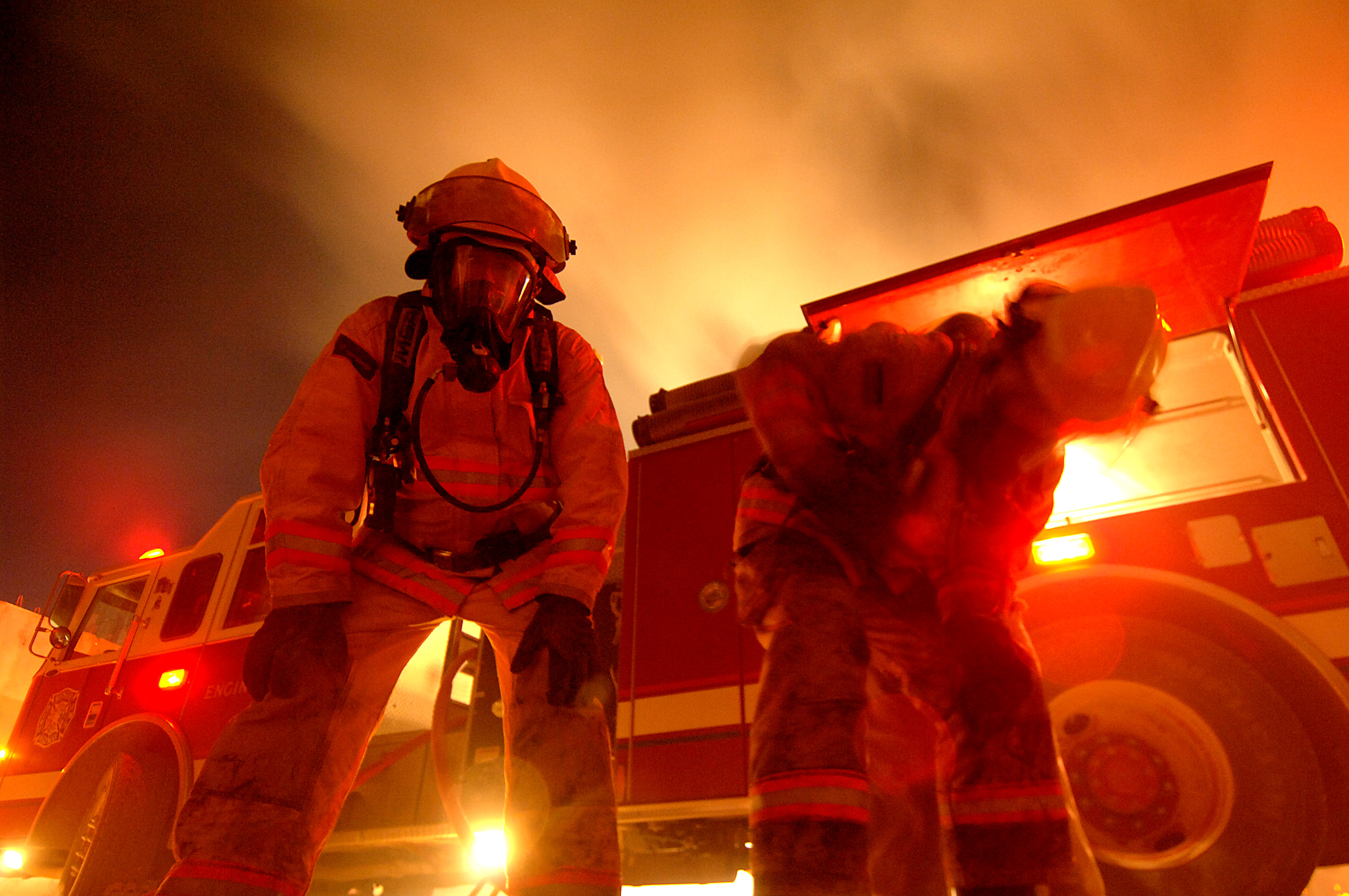
著防火衣的消防員

志愿消防隊或稱義勇消防隊，簡稱義消，就是由志愿者消防员组成的消防組織，既有完全由志愿者组成的志愿消防隊，也有部分职业消防员和志愿消防员一同组成的消防隊。志愿消防队员一般并不领取薪酬，这一机构大多出现在火灾危险几率较小，经费不充足无法担负全职消防队的地方。

## 中华民国
在中華民國稱作「義勇消防隊」，平時從事各自的本業，而當災害發生時接受各個鄉鎮市區的消防局動員，並投入救災支援。
中華民國義勇消防組織依據"義勇消防組織編組訓練演習服勤辦法"設立，為協助消防法所訂消防三大任務「預防火災」、「搶救災害」、「緊急救護」，設有以下任務單位：
救災義消：協助緊急災害搶救，如火災，風災，水災等。
救護義消：協助緊急救護，擔任救護車隨車人員，協助各種救護工作。
防宣義消：於平時前往學校、里活動中心、或在各式大型活動場合協助宣導住宅火警警報器之裝設、火場逃生觀念等。
另設有山域搜救、水域搜救、營建及資通訊義消等各種機能型義消。

## 日本
日本的志願消防隊稱為「消防團」，每個市縣都有義勇人士擔任消防團要職支援正規消防部門，東京，橫濱，左久市都有。

## 香港
香港在1938年成立後備消防隊，至1975年解散。